# The White Dove (film fra 1920)
The White Dove er en amerikansk stumfilm fra 1920 af Henry King.

## Medvirkende
- H.B. Warner som Sylvester Lanyon
- James O. Barrows som Matthew Lanyon
- Claire Adams som Ella De Fries
- Herbert Greenwood som Ebenezer Usher
- Donald MacDonald som Roderick Usher
- Virginia Lee Corbin som Dorothy Lanyon
- Ruth Renick som Constance Lanyon